# Marc'Aurelio d'oro per il miglior film
Il Marc'Aurelio d'oro per il miglior film è stato il principale premio conferito dal Festival Internazionale del Film di Roma dal 2006 al 2013.

## Albo d'oro
| Anno | Film                                    | Regista               | Nazione                                       |
| ---- | --------------------------------------- | --------------------- | --------------------------------------------- |
| 2006 | Izobražaja žertvu                       | Kirill Serebrennikov  | Russia                                        |
| 2007 | Juno                                    | Jason Reitman         | Stati Uniti                                   |
| 2008 | Opium War                               | Siddiq Barmak         | Afghanistan/ Giappone/ Corea del Sud/ Francia |
| 2009 | Fratellanza - Brotherhood (Broderskab)  | Nicolo Donato         | Danimarca                                     |
| 2010 | Kill Me Please                          | Olias Barco           | Francia/ Belgio                               |
| 2011 | Cosa piove dal cielo? (Un cuento chino) | Sebastián Borensztein | Argentina/ Spagna                             |
| 2012 | Marfa Girl                              | Larry Clark           | Stati Uniti                                   |
| 2013 | Tir                                     | Alberto Fasulo        | Italia/ Croazia                               |